# Ludvík Kuba

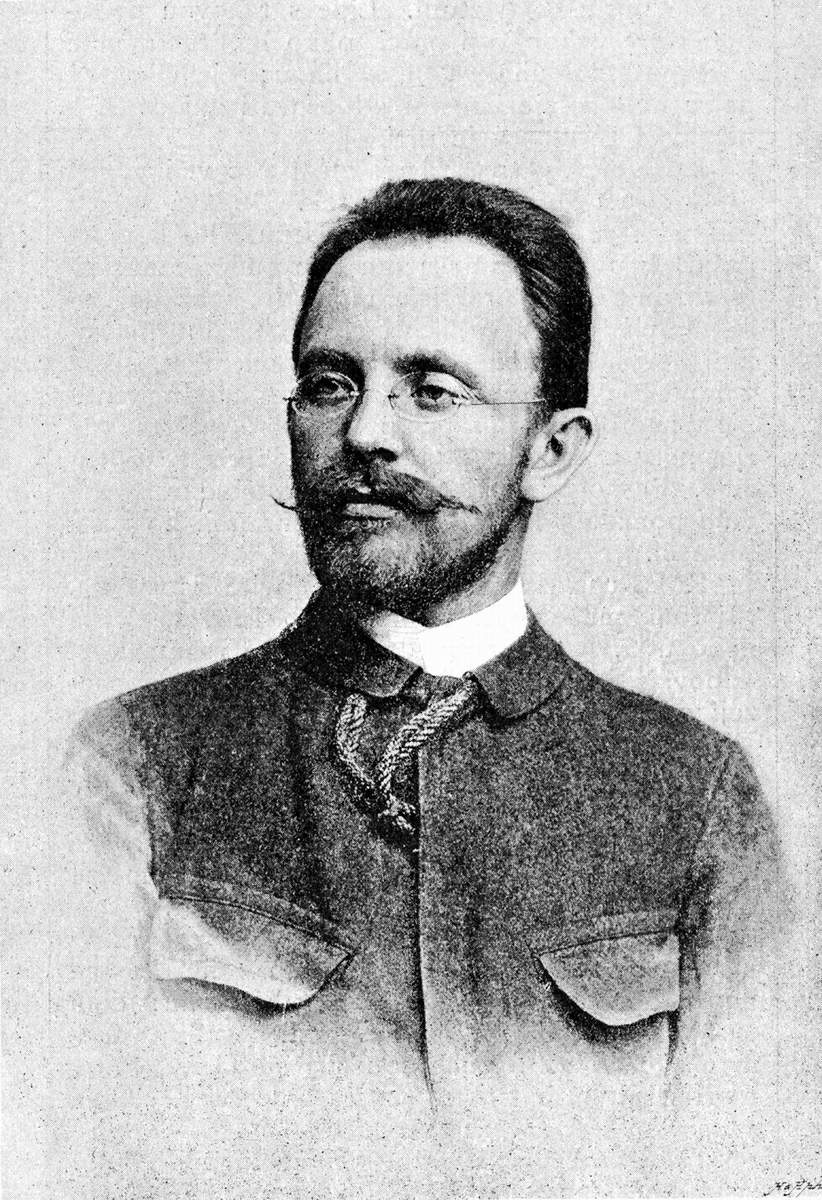
Ludvík Kuba um 1890

Ludvík Kuba (* 16. April 1863 in Poděbrady; † 30. November 1956 in Prag) war ein tschechischer Folklorist, Schriftsteller, impressionistischer Maler und Freund der Sorben.

## Leben
Ludvík Kuba wurde als zweites von 13 Kindern des Schlossermeisters Ludvík Kuba und seiner Frau Anna, geborene Mikovšková, geboren.
Nach dem Schulabschluss studierte er von 1877 bis 1879 an der Orgelschule in Prag bei František Zdeněk Skuherský. Während dieser Zeit war er auch Privatschüler des Bildhauers Bohuslav Schnirch. Im Jahr 1879 ging er zur Fortsetzung der Ausbildung an das Lehrerbildungsinstitut nach Kutná Hora. Nach Abschluss seiner Ausbildung arbeitete Kuba zunächst als Lehrer. Bereits während dieser Zeit widmete er sich der Sammlung von Liedern in slawischen Ländern, die er 45 Jahre seines Lebens fortsetzen sollte. Bereits 1885 gab er den Lehrerberuf auf und unternahm ausgedehnte Studienreisen in die slawischen Länder, unter anderem in die Slowakei (1885), die Lausitz, nach Galizien (1886), Russland (1886–1887), in die Krain (1888), die Steiermark, Kärnten, Slowenien und Kroatien (1889), nach Montenegro und Dalmatien (1890–1892), nach Bosnien und Herzegowina (1893) sowie nach Bulgarien (1894). Auf seinen Reisen studierte er das Brauchtum der slawischen Völker, insbesondere ihre Lieder, Tänze, Musikinstrumente und Trachten. Er machte sich genau mit den gesellschaftlichen Gegebenheiten des Alltags vertraut und dokumentierte sie. Auf künstlerische und wissenschaftliche Weise hat er sie als Gemälde, Reisebeschreibungen und Skizzen dargestellt und dokumentarisch festgehalten. Die umfangreiche Sammlung Slovanstvo ve svých spěvech (in 15 Bänden) zeugt von seinem ethnographischen Schaffen. Eine ähnliche Dokumentation sollte über die Trachten sowie über Bräuche entstehen, was teilweise in den fünf Büchern Čtení o Lužici, Čtení o Starém Srbsku, Čtení o Makedonii, Čtení o Dalmacii und Čtení o Bosně a Hercegovině verwirklicht wurde.
Bereits Anfang der 1890er Jahre nahm Kuba Privatunterricht bei Karel Liebschein und Maxmilián Pirner an der Prager Akademie der bildenden Künste. Mitte der 1890er Jahre wandte er sich verstärkt der Malerei zu und ging 1894 für zwei Jahre an die private Académie Julian nach Paris. Hier schuf er vorwiegend Gemälde im Atelier. Nur vereinzelt wandte er sich der damals populären Freiluftmalerei zu und schuf ein paar Zeichnungen in der Umgebung von Paris. Im Jahr 1896 ging er nach München, um sich an der privaten Malschule von Anton Ažbe ausbilden zu lassen. Hier schloss er sich einer Gruppe russischer Studenten um Wassily Kandinsky, Alexej von Jawlensky und Marianne von Werefkin an, die ihn stilistisch entscheidend beeinflussten. In Prag stellte er seine Münchner Gemälde erstmals aus. Im Jahr 1901 zog er nach Wien und wurde Dank zahlreicher Ausstellungen auch wirtschaftlich erfolgreich. In dieser Schaffensperiode fertigte er zahlreiche gut verkäufliche Porträts an. Im Jahr 1911 kehrte Ludvík Kuba nach Böhmen zurück. Nach dem Ersten Weltkrieg legte er seinen Arbeitsschwerpunkt wieder auf die Erforschung der slawischen Lieder und unternahm erneut zahlreiche Studienreisen, auf denen er auch Skizzen und Zeichnungen anfertigte.
Mit seinen Büchern Cesty za slovanskou písní, Zaschlá paleta und Křižem kražem slovanským světem hinterließ er ein reiches Erbe. Seine Aufzeichnungen und Skizzen waren ein wichtiges zeitgeschichtliches Dokument in einer Zeit, da viele Bräuche, Tänze und Lieder zunehmend in Vergessenheit geraten waren.
Nachdem Kuba die Lausitz das erste Mal im Jahre 1886 besucht hatte, führten ihn drei weitere Reisen in den Jahren 1903, 1922 und 1923 in diese Gegend. Er nutzte die Gelegenheit auch für die Porträtierung sorbischer Persönlichkeiten und schuf mit diesen Gemälden den Grundstock für eine sorbische Galerie.
Die Anerkennung als Maler erfolgte erst in einer späten Schaffensperiode, da er von Kollegen und der Fachpresse lediglich als malender Musiker wahrgenommen wurde. Erst anlässlich der Ausstellungen zu seinem 70. Geburtstag im Jahr 1933 wurde er offiziell gewürdigt.
Nach 1932 widmete er sich überwiegend der Malerei und beschäftigte sich in dieser Schaffensphase vorwiegend mit der Darstellung von Stillleben und Gartenlandschaften. Insgesamt sind von ihm ungefähr 2200 Ölgemälde, Zeichnungen und Aquarelle überliefert. In seinen Gemälden verbindet er vorwiegend Stilelemente des Impressionismus und des Realismus.

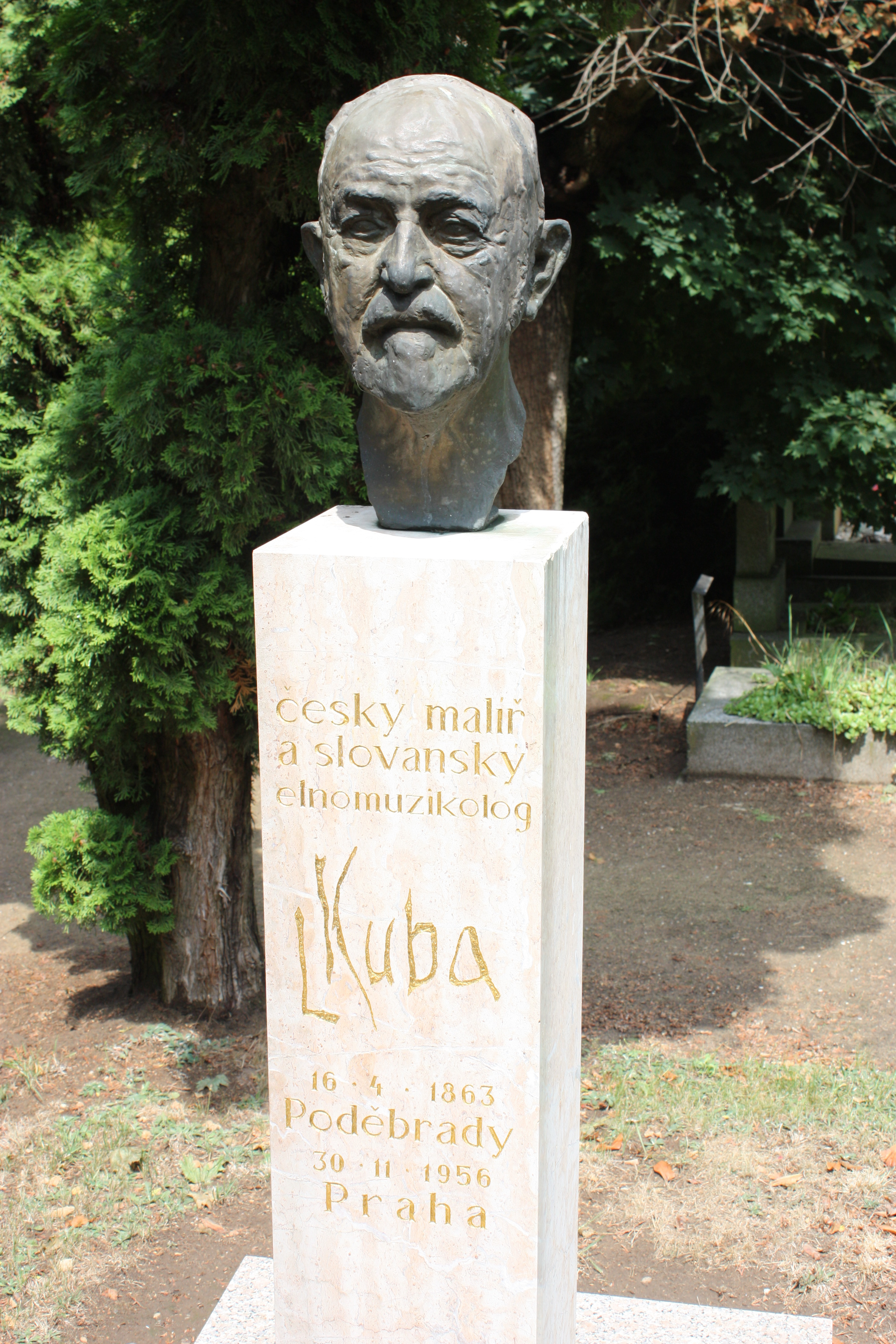
Ludvík Kuba-Stele in Poděbrady

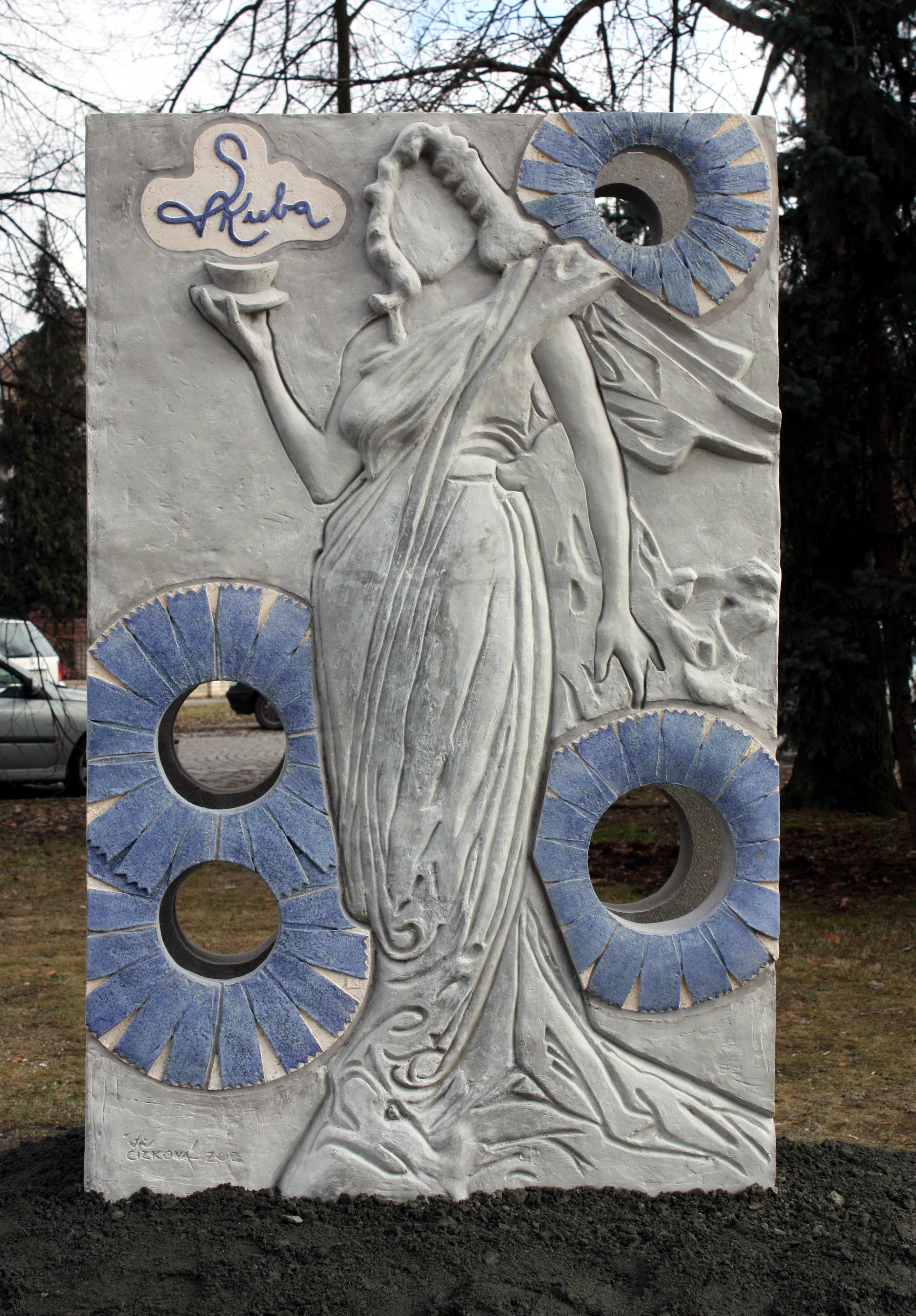
Ludvík Kuba Denkmal in Poděbrady von Zuzana Čížková

Anlässlich seines 150. Geburtstages widmete die Prager Nationalgalerie Ludvík Kuba im Jahr 2013 / 2014 eine Retrospektive auf dem Hradschin.

## Mitgliedschaften und Auszeichnungen
Kuba war in vielen slawischen Ländern Mitglied bzw. Ehrenmitglied von unterschiedlichen Institutionen und Organisationen und erhielt im Lauf seines Lebens viele Auszeichnungen und Ehrungen.
- 1887 Mitglied der Maćica Serbska
- Mitglied und Geschäftsführer des Wiener Künstlervereins Hagenbund
- 1907 Mitglied des Ausschusses zur Herausgabe des Volksliedes in Österreich
- Mitglied des Slawischen Instituts, Prag
- Mitglied der Jugoslawischen Akademie der Wissenschaften und Künste, Zagreb
- 1922 St.-Sava-Orden, II. Klasse
- 1923 Ehrenmitgliedschaft der Maćica Serbska
- 1928 Repräsentant der Tschechoslowakei in der Commission Internationale des Arts populaires (CIAP)
- 1936 Ehrendoktorwürde der Karls-Universität Prag
- 1945 Nationalkünstler, verliehen von der tschechischen Regierung als erstem Maler
- 1945 Ehrenmitgliedschaft der Domowina
- 1945 Ehrenprofessur an der Akademie der bildenden Künste, Prag

## Werke (Auswahl)
- Sloweniens Lieder, 1892
- Lužici : cesty z roků 1886–1923, 1925
- Russische Musik und ihre Schöpfer – Drei Studien, 1927
- Das Slawentum in seinen Liedern, 15 Bände, 1884–1929
- Čtení o starém srbsku – cesty a studie z roků 1890–1927, 1932
- Čtení o makedonii – cesty a studie z roků 1925–1927, 1932
- Mein China, 1946
- Česká muzika na Domažlicku – tance a písně s průvodem dudáků a houdků, 1947
- Tschechische Dudelsack-Musik, 1962

## Gemälde und Zeichnungen (Auswahl)
- Kapelle bei Poděbrady, o. J.
- Porträt eines jungen Mädchens in Prager Tracht, o. J.
- Vorort von Karlsbad, o. J.
- Prager Panorama, o. J.
- Schloss Nutjak, (Dalmatien), 1890
- Mädchen mit strengem Blick, 1890
- Pinien, 1894
- Hochwasser in Poděbrady, 1894
- Tee, 1897
- Smug, 1898
- Promenade im Park, 1900
- Am Tisch, 1902
- Jan Kublik im Konzert im Smetana-Saal, Prag, 1926
- Bäuerinnen von Mitrovice (Serbien), 1927
- Skopje, 1927
- An der Mühle, 1929
- Stillleben mit Knoblauch, 1933
- Eine Stadt im Tal, 1936
- In den Feldern von Breznice, 1936
- Selbstporträt, 1940
- Landschaft bei Benešov, 1940
- Stillleben mit Früchten, 1940
- Vase mit Paprika, 1942
- Blühender Garten, 1944
- Stillleben mit Eichelhäher und Gemüse, 1948
- Mohnblüten, 1949

## Film
- 1981: Es blieben nicht nur Bilder – Njepretrachu jenoz wobrazy, DEFA-Dokumentarfilm, Regie: Toni Bruk und Miroslav Khun[7]